# Organické sloučeniny xenonu
Organické sloučeniny xenonu jsou organické sloučeniny obsahující vazby mezi atomy uhlíku a xenonu. První připravené organické sloučeniny xenonu, například (C6F5)2Xe, obsahovaly xenon v oxidačním čísle II. V roce 2004 byla připravena první organoxenoničitá sloučenina, [C6F5XeF2][BF4].
Od té doby bylo popsáno více než sto organoxenonových sloučenin.
Většina organických sloučenin xenonu je méně stabilních než jeho fluoridy, protože jsou vazby vysoce polární. U fluoridu xenonatého i xenoničitého jsou dipólové momenty nulové
První připravené organoxenonové sloučeniny obsahovaly pouze perfluorované skupiny, později byly ovšem vytvořeny jiné, například 2,4,6-trifluorfenylové.

## Xenonaté sloučeniny
Nejběžnější organoxenonatou sloučeninou je C6F5XeF, používaný na přípravu dalších organických sloučenin xenonu. Nestabilita xenonatých sloučenin ztěžuje jejich přípravu z běžných organických prekurzorů. Často se používá příprava z organokadmiových sloučenin; například typu Cd(ArF)2 (kde ArF je fluorovaný aren, C6F5SiF3 a C6F5SiMe3 (společně s fluoridy).
Při použití silnějších Lewisových kyselin, jako C6F5BF2, mohou být připraveny iontové sloučeniny, například [RXe][ArFBF3]. Takto se vytvářejí i alkenyl- a alkylorganoxenonaté sloučeniny, jako jsou C6F5XeCF=CF2 a C6F5XeCF3.
Níže jsou uvedeny obvyklé reakce:
2 C6F5XeF + Cd(C6F5)2 → 2 Xe(C6F5)2 + CdF2↓
C6F5XeF + (CH3)3SiCN → C6F5XeCN + (CH3)3SiF
2 C6F5XeF + Cd(2,4,6-F3C6H2)2 → 2 (2,4,6-F3C6H2)XeC6F5 + CdF2↓
Při třetí reakci také vznikají (C6F5)2Xe, Xe(2,4,6-F3C6H2)2 a další.
Prekurzor C6F5XeF může být připraven reakcí trimethyl(pentafluorfenyl)silanu (C6F5SiMe3) s fluoridem xenonatým; lze také přidat XeF2 k aduktu C6F5XeF a fluoridu arseničného.
Byly také vytvořeny arylxenonaté sloučeniny s menším počtem fluoridových substituentů, jako například (2,6-F2C6H3)Xe+BF -
4  a (4-FC6H4)Xe+ -
4 , u první z nich bylo zjištěno, že obsahuje jednokoordinovaný xenon s dlouhou slabou interakcí s fluorem tetrafluorboritanového aniontu.

## Xenoničité sloučeniny
V roce 2000 Karel Lutar a Boris Žemva et al. připravili iontovou organoxenoničitou sloučeninu reakcí fluoridu xenoničitého s difluor(pentafluorfenyl)boranem v dichlormethanu při −55 °C:
XeF4 + C6F5BF2  [C6F5XeF2]+>BF -
4 
Tato sloučenina je velmi silným fluoračním činidlem, schopným změnit (C6F5)3P na (C6F5)3PF2, C6F5I na C6F5IF2 a jod na fluorid jodičný.